# Steven Old
Steven David Old, född 17 februari 1986, är en nyzeeländsk fotbollsspelare. Han har även representerat Nya Zeelands landslag.

## Karriär
I mars 2014 värvades Old av Ljungskile SK. Efter två säsonger med Ljungskile SK värvades Old i november 2015 av Superettankonkurrenten GAIS, för vilka han skrev på ett tvåårskontrakt. Inför säsongen utnämndes Old till ny lagkapten för GAIS.
I juli 2017 värvades Old av engelska Morecambe. I juli 2020 gick Old till skotska East Kilbride.